# Christian Wück
Christian Wück, född den 9 juni 1973, är en tysk fotbollstränare, förbundskapten och före detta fotbollsspelare.

## Karriär
Christian Wück inledde sin seniorkarriär i 1. FC Nürnberg år 1990. Han har även spelat för Karlsruher SC, VfL Wolfsburg och avslutade sin karriär i Arminia Bielefeld år 2002. Han inledde sin tränarkarriär samma år. Under drygt tio år tränande han tyska landslaget på juniornivå innan han 2024 tog över som förbundskapten för det tyska damlandslaget.